# Jemima Montag
Jemima Montag (née le 15 février 1998) est une athlète australienne, spécialiste de la marche, vice-championne du monde du 20 km en 2023 à Budapest.

## Biographie
Jemima Montag s'adjuge le titre du 20 km marche lors des Jeux du Commonwealth 2018 à Gold Coast, en Australie, avec un temps de 1 h 32 min 50 s.
Le 10 février 2019, elle porte son record personnel à 1 h 30 min 51 s à Adélaïde. La même année, elle s'impose sur 10 000 m marche aux championnats d'Océanie.

### Vice-championne du monde du 20 km (2023)
Après avoir obtenu des places d'honneur sur 20 km aux Jeux olympiques de Tokyo en 2021 (6e) et aux Mondiaux de Eugene en 2022 (4e), Montag monte sur son premier podium international à l'occasion des championnats du monde de Budapest en 2023. L'Australienne n'est battue que par l'Espagnole María Pérez et obtient la médaille d'argent en établissant un nouveau record d'Océanie en 1 h 27 min 16 s.

### Médaillée olympique
En 2024, Jemima Montag améliore son record en 1 h 27 min 9 s, à l'occasion des championnats d'Océanie du 20 km marche à Adélaïde.
Aux Jeux olympiques de Paris, elle monte sur la troisième marche du podium, avec un nouveau record d'Océanie.

## Palmarès
| Date | Compétition            | Lieu       | Résultat | Épreuve                   | Temps           |
| ---- | ---------------------- | ---------- | -------- | ------------------------- | --------------- |
| 2018 | Jeux du Commonwealth   | Gold Coast | 1re      | 20 km marche              | 1 h 32 min 50 s |
| 2019 | Championnats d'Océanie | Townsville | 1re      | 10 000 m marche           | 42 min 50 s 84  |
| 2019 | Universiade            | Naples     | 2e       | 20 km marche              | 1 h 33 min 57 s |
| 2021 | Jeux olympiques        | Tokyo      | 6e       | 20 km marche              | 1 h 30 min 39 s |
| 2022 | Championnats du monde  | Eugene     | 4e       | 20 km marche              | 1 h 28 min 17 s |
| 2022 | Jeux du Commonwealth   | Birmingham | 1re      | 10 000 m marche           | 42 min 34 s 30  |
| 2023 | Championnats du monde  | Budapest   | 2e       | 20 km marche              | 1 h 27 min 16 s |
| 2024 | Jeux olympiques        | Paris      | 3e       | 20 km marche              | 1 h 26 min 25 s |
| 2024 | Jeux olympiques        | Paris      | 3e       | Marche par équipes mixtes | 2 h 51 min 38 s |

## Records
| Épreuve      | Temps                | Lieu  | Date          |
| ------------ | -------------------- | ----- | ------------- |
| 20 km marche | 1 h 26 min 25 s (AR) | Paris | 1er août 2024 |